# Чернелево-Руська сільська рада
Черне́лево-Ру́ська сільська́ ра́да — адміністративно-територіальна одиниця та орган місцевого самоврядування в Тернопільському районі Тернопільської області. Адміністративний центр — село Чернелів-Руський.
Згідно з рішенням Байковецької сільської ради №805 від 4 січня 2019 року Чернелево-Руська сільська рада припинила свої повноваження у зв’язку з входженням до Байковецької територіальної громади

## Загальні відомості
Чернелево-Руська сільська рада утворена в 1939 році.
- Територія ради: 25,64 км²
- Територією ради протікає річка Гнізна

## Населені пункти
Сільській раді підпорядковані населені пункти:
- с. Чернелів-Руський
- с. Соборне

## Населення
Згідно з переписом УРСР 1989 року чисельність наявного населення сільської ради становила 2664 особи, з яких 1212 чоловіків та 1452 жінки.
За переписом населення України 2001 року в сільській раді мешкало 1406 осіб.
Станом на 19 жовтня 2023 року у селі Чернелів-Руський проживає 705 осіб, а в селі Соборне - 512.

### Мова
Розподіл населення за рідною мовою за даними перепису 2001 року:
| Мова       | Відсоток |
| ---------- | -------- |
| українська | 99,65 %  |
| російська  | 0,28 %   |
| білоруська | 0,07 %   |

## Склад ради
Рада складається з 16 депутатів та голови.
- Голова ради: Дручок Михайло Богданович

### Керівний склад попередніх скликань
| Прізвище, ім'я, по батькові | Основні відомості                                                        | Дата обрання | Дата звільнення |
| --------------------------- | ------------------------------------------------------------------------ | ------------ | --------------- |
| Дручок Михайло Іванович     | Сільський голова, 1954 року народження, член Української Народної Партії | 26.03.2006   | 31.10.2010      |
| Дручок Михайло Іванович     | Сільський голова, 1954 року народження, освіта вища, безпартійний        | 31.10.2010   |                 |

Примітка: таблиця складена за даними сайту Верховної Ради України

### Депутати
За результатами місцевих виборів 2010 року депутатами ради стали:

#### За суб'єктами висування
| Суб'єкт висування | Кількість обраних депутатів | %   |
| ----------------- | --------------------------- | --- |
| Самовисування     | 16                          | 100 |

#### За округами
| № округу | Прізвище, ім'я, по батькові  | Дата визнання обраним | Освіта  | Партійна приналежність | Відомості про обраного депутата                 |
| -------- | ---------------------------- | --------------------- | ------- | ---------------------- | ----------------------------------------------- |
| 1        | Васильченко Василь Павлович  | 31.10.2010            | вища    | позапартійний          | пенсіонер                                       |
| 2        | Стопа Леонід Владиславович   | 31.10.2010            | вища    | позапартійний          | ПП «Росто», директор                            |
| 3        | Ковальський Юрій Богданович  | 31.10.2010            | середня | позапартійний          | тимчасово не працює                             |
| 4        | Шмигельська Марія Степанівна | 31.10.2010            | середня | позапартійна           | Чернелево-Руська школа-сад, помічник вихователя |
| 5        | Грубий Ігор Олегович         | 31.10.2010            | вища    | позапартійний          | ТОВ «Інтертелеком», інженер                     |
| 6        | Макух Володимир Іванович     | 31.10.2010            | вища    | позапартійний          | Фермерське господарство «Макухї», директор      |
| 7        | Галич Ганна Миколаївна       | 31.10.2010            | вища    | позапартійна           | ВАТ "СК-Універсальна ", страховий агент         |
| 8        | Ожга Олег Броніславович      | 31.10.2010            | середня | позапартійний          | ФГ «Солтисяк», ветлікар                         |
| 9        | Тиник Ольга Степанівна       | 31.10.2010            | середня | позапартійна           | тимчасово не працює                             |
| 10       | Кузм'як Петро Іванович       | 31.10.2010            | вища    | позапартійний          | Чернелево-Руська сільська рада, секретар        |
| 11       | Гоч Ярослав Петрович         | 31.10.2010            | середня | позапартійний          | СМП «Форум», слюсар-механік                     |
| 12       | Кітик Володимир Петрович     | 31.10.2010            | вища    | позапартійний          | ФГ «Кітик», директор                            |
| 13       | Скалій Стефанія Михайлівна   | 31.10.2010            | середня | позапартійна           | пенсіонер                                       |
| 14       | Гронська Людмила Ярославівна | 31.10.2010            | вища    | позапартійна           | тимчасово не працює                             |
| 15       | Романюк Богдан Федорович     | 31.10.2010            | середня | позапартійний          | пенсіонер                                       |
| 16       | Мацько Андрій Миколайович    | 31.10.2010            | вища    | позапартійний          | ПП «Алексевич», різноробочий                    |